# 垂直抗力
垂直抗力（すいちょくこうりょく、英語: normal force、normal reaction）とは、物体が接触している他の物体や地面等の固体の面を押しているとき、その力の面に垂直な成分に対し、同じ大きさで反対向きの、固体の面が物体を押し返す力。「流体による抗力」と区別が明確なときは単に抗力ともいう。